# Língua ifé
Ifé (ou Ifɛ) é uma língua nígero-congolesa falada por aproximadamente 182 000 pessoas no Togo e Benim. É também conhecida como Ana, Ana-Ifé, Anago, Baate e Ede Ifé. Dialetos: Tschetti, Djama, Dadja. Um membro do subgrupo línguas edês. similaridade léxica: 78% com o iorubá [yor] de Porto-Novo, 87% -91% com o edê nagô [xkb].
Trabalhos escritos começaram a ser produzidos na língua na década de 1980, publicado pelo Comité Provisório da Língua Ifé e SIL. Um dicionário ifé–francês (Oŋù-afɔ ŋa nfɛ̀ òŋu òkpi-ŋà ŋa nfãrãsé), editado por Mary Gardner e Elizabeth Graveling, foi produzido em 2000. A tradução da Bíblia na língua começou em 1994, com o Novo Testamento sendo dedicado em 2009.